# Camí del Castell (Castellcir)
El Camí de Castell és un antic camí rural que uneix el nucli antic del poble de Castellcir i el Castell de Castellcir. Discorre totalment pel terme castellcirenc, a la comarca del Moianès.

El Camí del Castell, respecte del terme de Castellcir

Des de Sant Andreu de Castellcir cal seguir cap al nord el camí que discorre un tram per l'esquerra de la Riera de Castellcir, travessa la riera i continua aigües amunt de la riera pel seu costat dret. Així, en poc tros s'arriba a Ca l'Antoja i Vilacís, on hi ha l'Embassament de Ca l'Antoja. Sempre riera amunt, al cap de poc es troba un primer trencall, on es desvia cap al nord-est el Camí de la Baga.
Al cap de poc, hom arriba a un segon trencall, on cal agafar el trencall dret. Fins a aquest punt el Camí del Castell comparteix traçat amb el Camí de Centelles i el Camí de Santa Maria. Cal seguir el de la dreta, que baixa a cercar la llera de la riera, la travessa, passa a la dreta del torrent de Centelles, i comença a pujar cap a la carena que es troba al nord-est. Pujant sempre, al cap de poc s'arriba al Castell de Castellcir.

## Etimologia
Com en el cas de la major part de camins, el nom que els designa és clarament descriptiu. En aquest cas, el camí mena al Castell de Castellcir, o de la Popa, des del poble de Castellcir.